# Ањаско (Порторико)
Ањаско (шп. Añasco) је општина у америчкој острвској територији Порторико, острвској држави Кариба.

## Демографија
По попису из 2010. године број становника је 29.261, што је 913 (3,2%) становника више него 2000. године.
| Група             | 2000.          | 2010.          |
| Белци             | 172 (0,6%)     | 188 (0,6%)     |
| Афроамериканци    | 1.206 (4,3%)   | 2.096 (7,2%)   |
| Азијати           | 32 (0,1%)      | 37 (0,1%)      |
| Хиспаноамериканци | 28.147 (99,3%) | 29.034 (99,2%) |
| Укупно            | 28.348         | 29.261         |